# Beta Ophiuchi
Ne doit pas être confondu avec b Ophiuchi (44 Oph).
Désignations
Beta Ophiuchi (β Oph / β Ophiuchi, Bêta Ophiuchi), également nommée Cébalraï, est une étoile géante de troisième magnitude de la constellation d'Ophiuchus. D'après la mesure de sa parallaxe annuelle par le satellite Hipparcos, elle est située à environ ∼ 82 a.l. (∼ 25,1 pc) de la Terre. Elle se rapproche du Système solaire à une vitesse radiale de −12,1 km/s.

## Noms
Beta Ophiuchi porte les noms traditionnels de Cébalraï (arabe : « chien de berger »), de Cheleb, de Kelb Alraï, ou parfois simplement d'Alraï. Le nom de Cébalraï a été officialisé par l'Union astronomique internationale le 21 août 2016.

## Propriétés
Beta Ophiuchi est une étoile géante rouge de type spectral K2 III CN0,5, avec la notation « CN0,5 » qui indique que son spectre présente une légère surabondance en cyanogène. Comme chez certaines autres géantes de type K, la luminosité de β Ophiuchi semble varier très légèrement, avec une amplitude de 0,02 magnitude,.